# Ulrich Güntzer
Ulrich Güntzer (Trier, 14 de fevereiro de 1941) é um informático e matemático alemão.
Güntzer obteve um doutorado em 1966 na Universidade de Göttingen, orientado por Reinhold Remmert, com a tese Laurent-Reihen über vollständigen filtrierten Ringen. obteve a habilitação em 1970. Lecionou e pesquisou na Universidade de Notre Dame, Universidade de Münster, Universidade de Maryland, na Universidade de Bochum e Universidade Livre de Berlim, e foi até aposentar-se professor da Universidade de Tübingen.
Foi membro da comissão de matemática da Academia de Ciências de Heidelberg.

## Publicações selecionadas
- com Siegfried Bosch, Reinhold Remmert: Non-Archimedean analysis: a systematic approach to rigid analytic geometry, Grundlehren der mathematischen Wissenschaften 261, Springer 1984
- com G. Jüttner: Methoden der Künstlichen Intelligenz für Information Retrieval, 1988